# Sinebrychoff
Oy Sinebrychoff Ab er en Finlands største bryggeriselskab med produktion af øl, cider m.m. i byerne Kervo og Björneborg. Blandt selskabets ølmærker er Koff og Karhu. Det er i dag en del af Carlsberg.
Bryggeriet blev grundlagt i 1819 af Nikolaj Sinebrychoff i Sandviken i Helsingfors og er Nordens ældste, fungerende industrielle bryggeri. Længe fungerede bryggeriet i bygningerne ved Sandvikstorget, men i 1992 flyttede produktionen til Kervo. Bygningerne som var bryggeriets tidligere hovedkontor og Nikolaj Sinebrychoffs repræsentationshjem huser i dag Sinebrychoff Kunstmuseum.
Sinebrychoff har ca. 1200 ansatte og producerer årligt ca. 400 mio. liter, deriblandt energidrikken Battery som også eksporteres til flere lande.